# 毛核冬青
毛核冬青（学名：Ilex liana）是冬青科冬青属的植物，为中国的特有植物。分布于中国大陆的云南等地，生长于海拔2,850米的地区，多生于山坡混交林中，目前已由人工引种栽培。